# Glycera lapidum
Glycera lapidum är en ringmaskart som beskrevs av Eliason 1920. Glycera lapidum ingår i släktet Glycera och familjen Glyceridae. Inga underarter finns listade i Catalogue of Life.

## Bildgalleri

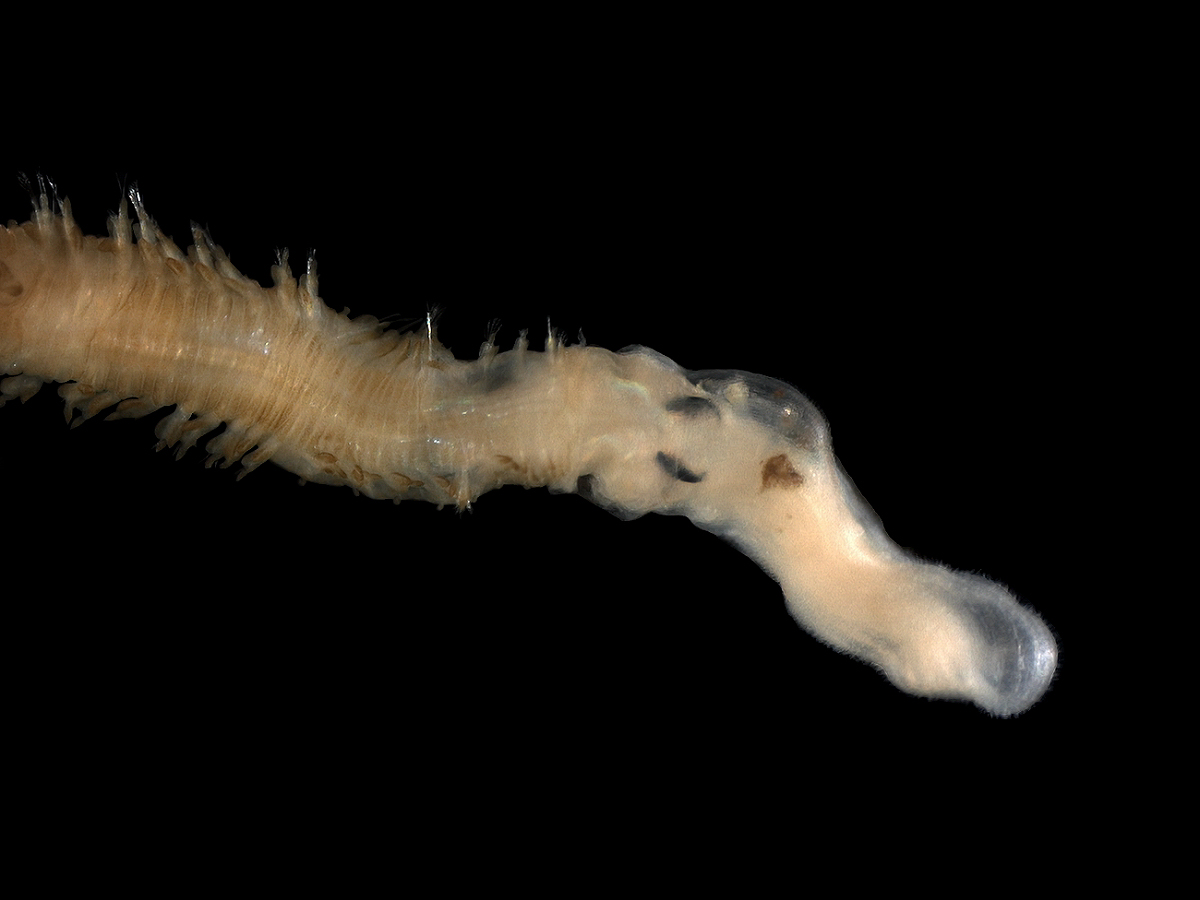